# Chồn hôi sọc Sahara
Chồn hôi sọc Sahara (danh pháp hai phần: Ictonyx libycus) là một loài động vật có vú thuộc họ Chồn. Nó được tìm thấy ở Algérie, Tchad, Ai Cập, Libya, Mali, Mauritanie, Maroc, Niger, Nigeria, Sudan, Tunisia, và Tây Sahara.